# 263. pehotni polk (Italija)
263. pehotni polk Gaeta je bil pehotni polk Kraljeve italijanske kopenske vojske.

## Zgodovina
Med prvo svetovno vojno je bil polk nastanjen na soški fronti.